# Eosentomidae
Eosentomidae (лат.) — семейство бессяжковых скрыточелюстных членистоногих (Protura). Встречаются повсеместно.

## Описание
Мелкие бессяжковые скрыточелюстные членистоногие, длина тела 1—3 мм. Глаза, усики и крылья отсутствуют. Жвалы развиты (с несколькими зубцами), максиллярная железа с длинным узким протоком. Дыхальца на мезо- и метанотуме.

## Систематика
В настоящее время учёными описано около 350 видов, из которых около 300 принадлежат крупнейшему роду бессяжковых Eosentomon.
Подсемейство Isoentominae Yin, 1983
- Isoentomon Tuxen, 1975
- Madagascarentomon Nosek, 1978
- Osientomon Nakamura, 2010
- Zhongguohentomon Yin, 1979

Подсемейство Eosentominae Berlese, 1909
- Eosentomon Berlese, 1908
- Styletoentomon Copeland, 1978

Подсемейство Anisentominae Yin, 1983
- Anisentomon Zhang & Yin, 1977
- Neanisentomon Zhang & Yin, 1984
- Paranisentomon Zhang & Yin, 1984
- Pseudanisentomon Zhang & Yin,1984